# Francesco Cesarini
Francesco Maria Cesarini (Milano, 20 luglio 1937) è un banchiere ed economista italiano.

## Biografia
È coniugato con tre figli e con sette nipoti.

### Formazione e attività didattica
Nel 1963 si è laureato in Economia e Commercio presso l'Università Cattolica del Sacro Cuore di Milano. Nella stessa università ha poi assunto incarichi didattici.
Dal 1972 al 2005 è stato Segretario Coordinatore del Comitato di Collegamento tra la Cattolica e l'Associazione per lo Sviluppo degli Studi di Banca e Borsa.
Nel 1976 venne nominato professore di ruolo ordinario dell'Università. In Cattolica ha insegnato Tecnica Bancaria nella facoltà di economia e Economia delle Aziende di Credito presso la facoltà di scienze bancarie, finanziarie e assicurative, della cui istituzione è stato uno dei principali fautori. Inoltre è stato titolare dell'insegnamento di Tecnica di Borsa presso l'Università di Modena.

### Attività bancaria
Ha guidato i principali istituti di credito meneghini e nazionali.
Dal 1986 al 1993 ha presieduto la Banca Agricola Milanese, nel 1994 è succeduto a Piero Schlesinger a capo della Banca Popolare di Milano (della quale era già stato consigliere d'amministrazione negli anni ottanta), restando presidente fino al 1997. Nello stesso periodo della presidenza della popolare milanese è stato anche Vice Presidente del Consiglio e poi Presidente della Borsa di Milano.
Dall'aprile 1998 al dicembre 2000 ha ricoperto l'incarico di Presidente del Banco Ambrosiano Veneto.
Dal 2000 è Presidente di e-MID SIM SpA, la società che gestisce il mercato interbancario dei depositi, il MIC (Mercato Interbancario Collateralizzato) e e-MIDER.
Dal 2001 al maggio 2002 è presidente di UniCredit, venendo sostituito alla guida dell'istituto da Carlo Salvatori. Dal settembre 2001 al 2002 ricopre anche la carica di vicepresidente di Mediobanca.
Il 7 dicembre 2001 il Sindaco di Milano Gabriele Albertini ha conferito l'Ambrogino d'oro a Cesarini per i meriti conseguiti fondando la facoltà di scienze bancarie dell'Università Cattolica di Milano.
Nel maggio 2005 ha sostituito Guido Rossi nel ruolo di presidente della Società del quartetto di Milano. Nel 2006 ha lasciato l'incarico ad Antonio Magnocavallo.
Nell'ottobre 2007 ha collaborato con la Fondazione Cassa di Risparmio di Macerata

## Opere
- Francesco Cesarini, Credito industriale e credito mobiliare negli Stati Uniti, Milano, Vita e Pensiero, 1966. ISBN 88-343-9093-8.
- Francesco Cesarini, Il mercato mobiliare italiano: struttura e prospettive, Milano, Franco Angeli, 1977. ISBN 88-204-0409-5.
- Francesco Cesarini, Le aziende di credito italiane, Bologna, Il Mulino, 1981. ISBN 88-14-04488-0.
- Francesco Cesarini e Paolo Gualtieri, La Borsa, Bologna, Il Mulino, 2000. ISBN 8815075712.
- Francesco Cesarini e Paolo Gualtieri, I fondi comuni di investimento, Bologna, Il Mulino, 2005. ISBN 88-15-10504-2.
- Francesco Cesarini e Giorgio Gobbi, Finanza e credito in Italia, Bologna, Il Mulino, 2008. ISBN 88-15-12740-2.